# Matthew Strazel
Matthew Nelson Strazel (Bourg-la-Reine; 5 de agosto de 2002) es un baloncestista francés que pertenece a la plantilla del AS Mónaco Basket de la Pro A, la primera división francesa. Con 1,82 metros de estatura, juega en la posición de base.

## Trayectoria deportiva

### Primeros años
El 21 de febrero de 2017, Strazel firmó un contrato para unirse a las secciones juveniles del ASVEL Lyon-Villeurbanne, después de comenzar su carrera con su club filial, Marne-la-Vallée. En la temporada 2017-18, dividió el tiempo entre el equipo sub-18 del club y con el Espoirs Lyon de la LNB Espoirs, la liga francesa sub-21, donde salió desde el banquillo. La temporada siguiente se hizo un hueco en el quinteto inicial, y con 16 años acabó la temporada promediando 14,7 puntos, 4,5 asistencias y 3,9 rebotes por partido.

### Profesional
El 31 de julio de 2019, a punto de cumplir 17 años, Strazel firmó su primer contrato profesional con ASVEL. Hizo su debut con el primer equipo el 6 de octubre, jugando cinco minutos en la victoria por 85-76 sobre Cholet.
El 29 de octubre hizo su debut en la Euroliga, anotando nueve puntos con tres triples en trece minutos para ayudar a derrotar al Baskonia por 66–63. Acabó la temporada promediando en liga 3,1 puntos y 2,0 asistencias por partido.

### Selección nacional
Entre julio y agosto de 2024 fue parte de la selección absoluta de Francia, que disputó los Juegos Olímpicos de París, y que ganó la plata, tras perder la final ante Estados Unidos.